# Huntsville Flight 2001-2002
La stagione 2001-02 degli Huntsville Flight fu la 1ª nella NBA D-League per la franchigia.
Gli Huntsville Flight arrivarono quinti nella NBA D-League con un record di 26-30, non qualificandosi per i play-off.

## Roster
| N° | Naz.                   | Ruolo | Sportivo          | Anno | Alt. | Peso |
| -- | ---------------------- | ----- | ----------------- | ---- | ---- | ---- |
| 4  | Stati Uniti (bandiera) | C     | Jason Heide       | 1978 | 206  | 116  |
| 5  | Stati Uniti (bandiera) | G     | Tyrone Ellis      | 1977 | 196  | 85   |
| 6  | Stati Uniti (bandiera) | C     | Eric Chenowith    | 1979 | 216  | 122  |
| 8  | Stati Uniti (bandiera) | G     | Lonnie Harrell    | 1972 | 201  | 93   |
| 9  | Stati Uniti (bandiera) | G     | Chris Robinson    | 1974 | 196  | 93   |
| 10 | Stati Uniti (bandiera) | G     | Jimmie Hunter     | 1977 | 193  | 82   |
| 15 | Stati Uniti (bandiera) | A     | Kelvin Price      | 1975 | 201  | 107  |
| 20 | Stati Uniti (bandiera) | G     | Terrance Martin   | 1978 | 191  | 89   |
| 21 | Stati Uniti (bandiera) | G     | Jeremy Veal       | 1976 | 191  | 84   |
| 22 | Stati Uniti (bandiera) | G     | Demetrius Porter  | 1978 | 183  | 82   |
| 24 | Stati Uniti (bandiera) | A     | Greg Stolt        | 1976 | 203  | 102  |
| 30 | Stati Uniti (bandiera) | C     | Walter Craft      | 1979 | 211  | 114  |
| 31 | Stati Uniti (bandiera) | AC    | Shelly Clark      | 1972 | 206  | 113  |
| 34 | Stati Uniti (bandiera) | G     | Mike Wilks        | 1979 | 178  | 84   |
| 35 | Stati Uniti (bandiera) | A     | John Jackson      | 1974 | 203  | 98   |
| 41 | Stati Uniti (bandiera) | C     | David Crouse      | 1974 | 211  | 116  |
| 44 | Stati Uniti (bandiera) | A     | Terrance Roberson | 1976 | 201  | 98   |
|    | Stati Uniti (bandiera) | C     | Jason Dixon       | 1973 | 206  | 110  |

## Staff tecnico
- Allenatore: Bob Thornton
- Vice-allenatore: Ralph Lewis